# Comté de Bertie
Pour les articles homonymes, voir Bertie.
Le comté de Bertie est un comté situé dans l'État de Caroline du Nord aux États-Unis. Son siège est la ville de Windsor.

## Histoire
Le comté a été formé en 1722 à partir des comtés de Chowan et d'Albemarle (en), à l'ouest de la rivière Chowan. Il a été nommé en l'honneur de James Bertie (ou de Henry Bertie (en) ou des deux) des propriétaires terriens de la province de Caroline.
En 1729, Une partie du comté en est détachée pour former celui de Tyrrell. Avec la disparition du comté d'Albemarle en 1739, de nouveaux comtés sont créés. En 1741, une partie du comté de Bertie est transformée en deux nouveaux, les comtés de Northampton et d'Edgecombe.
Finalement, c'est en 1759 que le comté adopte sa forme et taille actuelles.

## Gouvernement
Le comté de Bertie est membre du gouvernement de la commission régionale Mid-East.

## Géographie
D'après le bureau du recensement des États-Unis, le comté a une superficie de 1 919,2 km2 avec 5,62 % en eau. Sur son territoire se trouve le refuge faunique national de Roanoke River.
Le comté se trouve sur des terres basses avec de nombreux marais appelés pocosins, qui font du comté une terre idéale pour l'agriculture. Parallèlement, l'industrie du bois et de la production de volailles sont les piliers du secteur primaire local.

### Démographie
| Groupes           | Comté de Bertie | Caroline du Nord | États-Unis |
| ----------------- | --------------- | ---------------- | ---------- |
| Afro-Américains   | 62,5            | 21,5             | 12,6       |
| Blancs            | 35,2            | 68,5             | 72,4       |
| Métis             | 0,9             | 2,2              | 2,7        |
| Autres            | 0,5             | 4,4              | 6,4        |
| Asiatiques        | 0,5             | 2,2              | 4,8        |
| Amérindiens       | 0,5             | 1,3              | 0,9        |
| Total             | 100             | 100              | 100        |
|                   |                 |                  |            |
| Latino-Américains | 1,3             | 8,4              | 16,7       |

Selon l'American Community Survey, pour la période 2011-2015, 96,58 % de la population âgée de plus de 5 ans déclare parler anglais à la maison, alors que 2,83 % déclare parler l’espagnol et 0,59 % une autre langue.
| 1790   | 1800   | 1810   | 1820   | 1830   | 1840   |
| ------ | ------ | ------ | ------ | ------ | ------ |
| 12 462 | 11 249 | 11 218 | 10 805 | 12 262 | 12 175 |

| 1850   | 1860   | 1870   | 1880   | 1890   | 1900   |
| ------ | ------ | ------ | ------ | ------ | ------ |
| 12 851 | 14 310 | 12 950 | 16 399 | 19 176 | 20 538 |

| 1910   | 1920   | 1930   | 1940   | 1950   | 1960   |
| ------ | ------ | ------ | ------ | ------ | ------ |
| 23 039 | 23 993 | 25 844 | 26 201 | 26 439 | 24 350 |

| 1970   | 1980   | 1990   | 2000   | 2010   | - |
| ------ | ------ | ------ | ------ | ------ | - |
| 20 528 | 21 024 | 20 388 | 19 773 | 21 282 | - |

### Découpage administratif
Les localités ayant le statut de « ville » du comté sont : 
- Askewville
- Aulander
- Colerain
- Kelford
- Powellsville
- Roxobel
- Windsor, siège.

Une census-designated place, Lewiston Woodville
Pour le reste, le comté est divisé en neuf townships : Colerain, Indian Woods, Merry Hill, Mitchells, Roxobel, Snake Bite, Whites, Windsor et Woodville.